# Pucciniomycotina
Pucciniomycotina (Urediniomycetes) — підвідділ грибів відділу базидіоміцетів. Це дуже різноманітна група грибів, що включає кілька важливих патогенів рослин, які викликають форми грибкової іржі.
Pucciniomycotina не розвивають плодових тіл (базидіокарпів), каріогамія відбувається в оточеній товстою стінкою спорі (теліоспорі), а мейоз відбувається при проростанні теліоспори. Вони мають простий септальні пори без мембранни кінцівок і дископодібне веретено поділу. За винятком кількох видів, базидії розділені перегородкою. Головний вуглевод клітинної стінки — маноза, менш поширені глюкоза, фукоза і рамноза; ксилоза не зустрічається.